# Rheingruppe
Die Rheingruppe war eine Künstlergruppe in Düsseldorf, die sich im Jahr 1923 von der Gruppe Das Junge Rheinland abspaltete und im Zuge der Gleichschaltung im Jahr 1933 erlosch.

## Geschichte
Die Rheingruppe gründete sich im Jahr 1923 durch Abspaltung von dem politisch links stehenden Jungen Rheinland. Zu Beginn bestand die Rheingruppe aus 17, ausschließlich männlichen Mitgliedern. Vereinzelt traten ihr später auch Künstlerinnen bei. Die Gruppe verstand sich – anders als andere damalige Zusammenschlüsse von Düsseldorfer Künstlern, etwa das Junge Rheinland oder der Aktivistenbund 1919 – nicht als Vereinigung des Aktivismus für eine bestimmte avantgardistische, progressive oder politisch revolutionäre Agenda, sondern als eine Künstlervereinigung mit einem betont regionalspezifischen, nämlich „rheinischen“ Beitrag zur Kultur. Dies erleichterte ihren Mitgliedern den Zutritt zu Ausstellungsprojekten außerhalb der Gruppe und förderte ihre Akzeptanz bei breiteren Käuferschichten. Franz Wilhelm Seiwert, der 1930 die Eröffnungsrede zur Jahresausstellung der Rheingruppe hielt, formulierte das Selbstverständnis der Künstlergruppe, das sich auf das Rheinland bzw. die Rheinlande als einen den Künstler prägenden, landschaftlichen Kulturraum bezog, so:

„wir nennen uns die rheingruppe, damit kommt zum ausdruck, daß wir mit dem rhein als landschaft etwas zu tun haben, daß wir nicht aus zufall hier sitzen oder sitzen geblieben sind, sondern daß wir glauben, hier eine kulturpolitische Aufgabe zu leisten, daß zum anderen wir glauben, daß der geist dieser landschaft sich in unserer arbeit einen ausdruck sucht, und daß unsere arbeit für den geist der landschaft zeugnis ablegt.“

Mitte der 1920er Jahre, als sich die Gruppe in einem Schreiben an Arthur Schloßmann empfahl, um an dem Projekt der Errichtung von „Dauerbauten“ für die Ausstellung GeSoLei durch deren Chefarchitekten Wilhelm Kreis und deren Bauherrin, der Bürohausgesellschaft, beteiligt zu werden, zählten folgende Künstler zu ihren Mitgliedern:
- Jankel Adler, Maler
- Arno Breker, Bildhauer
- Theo Champion, Maler
- Ferdinand Carl Cürten, Maler
- Otto Dix, Maler
- Artur Erdle, Maler
- Ernst Gottschalk, Bildhauer
- Werner Heuser, Maler
- Ludwig ten Hompel, Maler
- Heinz Kamps, Maler
- Arthur Kaufmann, Maler
- Heinz May, Maler
- Walter Ophey, Maler
- Jupp Rübsam, Bildhauer
- Alfred Sohn-Rethel, Maler
- Bernhard Sopher, Bildhauer
- Max Stern, Maler
- Adolf Uzarski, Maler
- Otto von Wätjen, Maler

1928 trat die Gruppe der von Julius Bretz initiierten Dachorganisation Rheinische Sezession bei. In diesem Zuge fand wieder eine Annäherung an Mitglieder der 1926 weitgehend aufgelösten Gruppe Das Junge Rheinland statt. Doch schon 1930 trat sie nach heftigen Auseinandersetzungen aus der Dachorganisation Rheinische Sezession wieder aus. Zu Malern, die erst nach 1930 zur Rheingruppe stießen, zählte Oswald Petersen. Durch Repression und Gleichschaltung, die 1933 die Phase einer nationalsozialistisch beherrschten und gelenkten Kunstpolitik einläuteten, fanden die Aktivitäten der Rheingruppe ihr Ende.

## Ausstellungen (Auswahl)
- 1923: Bild im Raum, Ausstellung in der Möbelabteilung des Warenhauses Tietz in Düsseldorf
- 1923: Teilnahme an der Großen Kunstausstellung im Kunstpalast Düsseldorf
- 1930: Jahresausstellung in der Kunsthalle Düsseldorf[6]
- 1932: Jahresausstellung im Palais Schaurte (Königsallee 51), Düsseldorf, Gegenausstellung zur Düsseldorf-Münchener Kunstausstellung 1932 des Verein zur Veranstaltung von Kunstausstellungen[7][8]